# Ernst Mayr
Ernst Walter Mayr (5. července 1904 Kempten, Německo – 3. února 2005 Bedford, Massachusetts) byl jeden z předních evolučních biologů 20. století. Byl také taxonomem, ornitologem, historikem vědy a přírodovědcem. Výrazně přispěl k moderní evoluční syntéze Mendelovy genetiky, systematiky a Darwinovy evoluce.
Pomohl vysvětlit, jak se jednotlivé druhy dokážou vyvinout ze společného předka. Zavedl novou definici druhu. Ve své knize Systematics and the Origin of Species (česky doslova Systematika a původ druhů) píše, že druh je nejen skupina morfologicky podobných jedinců, ale i že se tito jedinci mohou rozmnožovat jen mezi sebou a ne s příslušníky jiného druhu. Když se část populace jednoho druhu (např. geograficky) izoluje, může se od zbytku začít odlišovat kvůli genetickému driftu nebo přirozenému výběru a časem se vyvinout v nový druh. K nejrychlejší a nejvýznamnější genetické změně dochází v mimořádně malých izolovaných populacích (např. na ostrovech).
Jeho výzkum v oboru speciace tvořil teoretický základ teorie přerušovaných rovnováh, kterou navrhli Niles Eldredge a Stephen Jay Gould. Někdy je považován za zakladatele moderní filosofie biologie.

## Biografie
Mayr se narodil jako druhý syn Helene Pusinelliové a právníka Otto Mayra. Už jako dítě se začal zajímat o ptáky. Když mu bylo třináct let, jeho otec zemřel. Rodina se odstěhovala do Drážďan, kde začal studovat střední školu. V dubnu roku 1922 se stal členem Saské ornitologické asociace. V roce 1923 školu dokončil.
23. března 1923 spatřil zrzohlávku rudozobou, která v Sasku nebyla pozorována od roku 1845. V místním klubu o tomto pozorování pochybovali, a tak ho jeden člen klubu poslal za svým přítelem Erwinem Stresemannem. Ten nakonec uznal, že měl Mayr pravdu. Nabídl mu, že v přestávkách mezi semestry na lékařské škole v Greifswaldu, kam měl Mayr namířeno, může působit jako dobrovolník v místním ornitologickém muzeu. Mayr o tom později napsal: „Bylo to, jako kdyby mi někdo dal klíč k nebi.“
Ještě v roce 1923 nastoupil na Univerzitu v Greifswaldu a za obor si zvolil lékařství, aby uspokojil rodinnou tradici. Právě tuto univerzitu si podle vlastních slov „vybral, protože se nacházela v ornitologicky nejzajímavější oblasti.“ V roce 1925 mu Stresemann nabídl, aby ukončil svá lékařská studia a začal pracovat v Berlínském muzeu, kde by měl příležitost jezdit do tropů pozorovat ptáky. Bylo to ale pod podmínkou, že dokončí svůj doktorát do šestnácti měsíců. Mayr doktorát získal na Humboldtově univerzitě v roce 1926, když mu bylo 21 let.
Na Mezinárodním zoologickém kongresu v Budapešti roku 1927 ho bankéř a přírodovědec Walter Rothschild požádal, aby jel na expedici na Novou Guineu pořádanou jím a Americkým přírodovědným muzeem. Během expedice posbíral několik tisíc ptačích kůží (za život pojmenoval 26 nových druhů ptáků) a pojmenoval 38 nových druhů orchidejí.
Roku 1930 se vrátil do Německa a o rok později přijal pozici kurátora v Americkém přírodovědném muzeu. Během svého působení v muzeu napsal několik publikací o taxonomii ptáků a v roce 1942 napsal knihu Systematics and the Origin of Species, která navazovala na Darwinovu teorii. Věnoval se dále ornitologii a ovlivnil tamější ornitologickou společnost.
V roce 1953 začal pracovat na Harvardově univerzitě, kde později mezi roky 1961 a 1970 působil i jako ředitel Muzea srovnávací zoologie. V roce 1975 univerzitu opustil jako emeritní profesor zoologie. Po odchodu do důchodu napsal více než 200 článků; 14 z jeho 25 knih bylo vydáno poté, co dosáhl věku 65 let. Ještě jako stoletý publikoval nové knihy. Na jeho 100. narozeniny s ním udělal Scientific American. Zemřel 3. února 2005 ve svém domě v Bedfordu v Massachusetts. Jeho žena Margarete zemřela v roce 1990. Měli spolu dvě dcery.
Získal několik ocenění, např. Národní vyznamenání za vědu nebo Balzanovu cenu. V roce 1999 získal Crafoordovu cenu.
Byl ateista a prohlásil: „Neexistuje nic, co by podporovalo myšlenku osobního Boha.“

### Knihy
- MAYR, Ernst. Systematics and the Origin of Species, from the Viewpoint of a Zoologist. Cambridge: Harvard University Press, 1999. ISBN 0674862503.
- MAYR, Ernst. Animal Species and Evolution. Cambridge: Belknap Press of Harvard University Press, 1963. ISBN 0674037502.
- MAYR, Ernst. Populations, Species, and Evolution. Cambridge: Belknap Press of Harvard University Press, 1970. ISBN 0674690133.
- MAYR, Ernst. Evolution and the Diversity of Life. Cambridge: Belknap Press of Harvard University Press, 1976. ISBN 067427105X.
- MAYR, Ernst. The Growth of Biological Thought. Cambridge (Mass.): Belknap P. of Harvard U.P, 1982. ISBN 0674364465.
- MAYR, Ernst. Toward a New Philosophy of Biology. Cambridge: Harvard University Press, 1988. ISBN 0674896661.
- MAYR, Ernst. Principles of Systematic Zoology. New York: McGraw-Hill, 1991. ISBN 0070411441.
- MAYR, Ernst. One Long Argument. Cambridge: Harvard University Press, 1991. Dostupné online. ISBN 0674639065.
- MAYR, Ernst. This Is Biology. Cambridge: Belknap Press of Harvard University Press, 1997. Dostupné online. ISBN 0674884698.
- MAYR, Ernst. The Birds of Northern Melanesia. Oxford Oxfordshire: Oxford University Press, 2001. ISBN 0195141709.
- MAYR, Ernst. What Evolution Is. New York: Basic Books, 2001. ISBN 0465044263.
  - Vyšlo česky pod názvem Co je evoluce
- MAYR, Ernst. What Makes Biology Unique?. Cambridge: Cambridge University Press, 2004. ISBN 0521841143.

### Výběr článků
- 1994. with W.J. Bock. Provisional classifications v. standard avian sequences: heuristics and communication in ornithology. Ibis 136:12–18
- 1996. What is a species, and what is not? Philosophy of Science 63 (June): 262–277.
- 1996. The autonomy of biology: the position of biology among the sciences. Quarterly Review of Biology 71:97–106
- 1997. The objects of selection Archivováno 11. 3. 2007 na Wayback Machine. Proc. Natl. Acad. Sci. USA 94 (March): 2091–94.
- 1999. Darwin's influence on modern thought Crafoord Prize lecture, September 23, 1999.
- 2000. Biology in the Twenty-First Century Archivováno 14. 5. 2011 na Wayback Machine. Bioscience 50 (Oct. 2000): 895–897.
- 2001. The philosophical foundations of Darwinism Proceedings of the American Philosophical Society 145:488–495